# Dubai Creek Tower
Dubai Creek Tower, inizialmente chiamata solo "The tower" ("La torre"), (in arabo: برج خور دبي)  è un progetto di una torre, in costruzione dall'ottobre 2016 a Dubai, negli Emirati Arabi Uniti il cui progetto di realizzazione "Dubai Creek Harbour tower project" prevede un costo preliminare di 1 miliardo di dollari statunitensi.
La costruzione è stata fermata alla fine del 2018 a causa della presunta corruzione dei principali finanziatori del progetto, quando ormai solo le fondamenta erano state costruite. Tuttavia questi dovrebbero riprendere nel 2020 grazie ad un fondo cinese che sarebbe in procinto di acquisire il sito. Il 4 aprile 2020 la Emaar Properties ha fermato di nuovo la costruzione a causa della pandemia di Covid-19. Nel dicembre 2020 è stato annunciato che la costruzione della torre verrà ripresa quando il governo lo permetterà, una volta che la pandemia sarà sotto controllo.
Nel 2025, il progetto è stato sottoposto a revisioni, ma ancora la costruzione della torre vera e propria non è ancora cominciata e il progetto è in una fase di stallo.
Sembra che il progetto protebbe essere cancellato.

## Descrizione
Una volta completata, sarà la torre più alta di Dubai con 1300 metri di altezza e sulla sommità verrà posto un faro. Sempre in cima vi sarà la "Pinnacle Room" (stanza del pinnacolo) che offrirà una vista a 360° sulla città, secondo l'impresa Aurecon che lavorerà al progetto con l'architetto Santiago Calatrava.